# 안동 봉황사 오방제위도 및 사직사자도
안동 봉황사 오방제위도 및 사직사자도(安東 鳳凰寺 五方帝位圖 및 四直使者圖)는 경상북도 안동시 임동면, 봉황사에 있는 고려시대의 불화이다. 2008년 11월 3일 경상북도의 문화재자료 제543호로 지정되었다.

## 개요
이 불화는 봉황사에 보관되어 있는 오방제위도(3폭)와 사직사자도(4폭)이다.
오방제위도는 중국의 전설상의 제왕(帝王)인 삼황오제(三皇五帝) 중 동방의 태호(太昊) 복희씨(伏羲氏), 서방의 소호(少昊) 금천씨(金天氏), 남방의 염제(炎帝) 신농씨(神農氏), 북방의 전욱(顓頊) 고양씨(高陽氏), 중방의 황제(黃帝) 헌원씨(軒轅氏) 등 다섯 황제를 그린 것으로, 봉황사에는 현재 3폭만 남아 있다. 옷 색깔 등 부분적으로 차이가 있을 뿐 모두 머리에 일월관을 쓰고 두 손은 가슴 앞으로 모아 홀을 받들고 용두로 장식된 화려한 의자에 정면을 향해 앉아 있다.
사직사자는 연직사자(年直使者), 월직사자(月直使者), 일직사자(日直使者), 시직사자(時直使者)로 염라대왕 등이 망자의 집에 파견하는 저승사자를 일컬으며, 보통 창이나 두루마리 등을 들고 말과 함께 서 있는 전령의 모습이다.
이 7폭의 불화는 도량장엄 또는 의식용으로 사용되었던 불화로서, 인물묘사, 채색, 필선, 장식 등으로 볼 때 18세기에 제작된 희귀한 자료이므로 문화재자료(文化財資料)로 지정한다.

## 같이 보기
- 서산 개심사 오방오제위도 및 사직사자도 (보물 제1765호)

## 참고 자료
- 안동 봉황사 오방제위도 및 사직사자도 - 국가유산청 국가유산포털